# 어린이 식품안전보호구역
그린푸드존(Green Food Zone) 또는 어린이 식품안전보호구역(食品安全保護區域)은 안전하고 위생적인 식품판매 환경의 조성으로 어린이를 보호하기 위하여 시장ㆍ군수 또는 구청장이 학교와 해당 학교의 경계선으로부터 직선거리 200미터의 범위 안에 지정하여 관리하는 구역이다. 여기서 상인들은 불량 식품, 패스트 푸드, 탄산음료, 지방이 많이 들어있는 과자를 판매할 수 없다. 서울특별시가 이를 지정 · 관리한다. 어린이 식품안전보호구역에는 어린이 식품안전보호구역의 표지판 등을 설치하고, 어린이 기호식품을 조리 또는 진열ㆍ판매하는 즉석판매제조ㆍ가공업, 식품자동판매기영업, 휴게ㆍ일반음식점영업 등은 “어린이 기호식품 조리ㆍ판매업소”로 관리된다. 보호구역으로 지정되면 정기적으로 어린이 기호식품 전담 관리원이 어린이 기호식품 조리ㆍ판매업소의 식품위생에 관한 지도 및 계몽, 어린이 식품안전보호구역에서 고열량ㆍ저영양 식품, 고카페인 함유 식품 및 정서저해식품 판매 여부 등을 확인 점검한다.

## 배경
보건복지부는 2008년 3월 21일에 〈어린이 식생활안전관리 특별법〉을 재정 · 공포하고, 1년 뒤인 2009년 3월 22일부터 이를 시행했다. 지방, 당, 나트륨이 많이 들어간 식품은 어린이의 건강에 악영향을 끼칠 수 있다. 특별법은 이런 식품을 학교에서 판매할 수 없도록 하는 역할을 한다.

## 표지판
시장·군수 또는 자치구의 구청장은 어린이 식품안전보호구역을 지정한 경우 표지판 등을 설치하고 관리해야 한다.